# Carbone modifié
Carbone modifié (titre original : Altered Carbon) est un roman noir de science-fiction de Richard Morgan, publié au Royaume-Uni en 2002 et lauréat du prix Philip-K.-Dick 2004.
La traduction française, signée Ange (pseudonyme d'Anne et Gérard Guéro), est parue en France chez Bragelonne en 2003. Une adaptation en dix-huit épisodes, Altered Carbon, a été diffusée sur Netflix à partir du 2 février 2018.
C'est le premier roman des aventures de Takeshi Kovacs, série techno-thriller, du genre postcyberpunk, se déroulant sur la côte ouest des États-Unis à la fin du XXVe siècle,. Cette dystopie aborde des thèmes philosophiques comme la séparation de l'âme et du corps, l'immortalité, l'identité, l'usage de la torture ou encore la lutte des classes.

## Le cadre
- Les « humains numérisés », ou H.D. sont l'équivalent de la vie humaine numérisée et stockée dans une pile mémoire insérée à la base du cortex cervical, et qui permet de stocker la mémoire et la personnalité des humains. Chaque humain se fait greffer une pile durant son enfance, et cette pile est réinscriptible. En cas de décès, il suffit de récupérer cette pile mémoire et de réinjecter son contenu dans un corps humain ou enveloppe disponible pour permettre à l'H.D. de se réincarner. Certaines piles très haut de gamme peuvent transmettre régulièrement une sauvegarde complète à distance et, à moins de disposer de cette option extrêmement onéreuse, une pile endommagée ou détruite signifie généralement la « Vraie Mort » de l'individu digitalisé (V.M., ayant donné le verbe « vémer » pour signifier « tuer vraiment »), les données de sa pile étant intégralement détruites et irrécupérables.
- Les « enveloppes » servent de corps aux humains numérisés, elles peuvent être synthétiques, avec différents niveaux de finition, organiques (c'est-à-dire humaines), ou être des clones de leur propriétaire. Les enveloppes coûtent très cher et tout le monde ne peut pas se permettre de souscrire une assurance garantissant une vie nouvelle après la mort. Les enveloppes peuvent se louer, s'acheter, être prises sur des prisonniers en suspension. Elles sont stockées dans des cuves jusqu'à l'enveloppement d'un H.D. Le multi-enveloppement (au minimum deux enveloppes dont le contenu des piles est identique) est un crime passible de V.M.
- La « psychochirurgie » est la discipline médicale traitant les transferts d'H.D. vers les enveloppes.
- La « suspension » : la prison est remplacée par une mise en stockage de l'H.D. pendant plusieurs années, son enveloppe pouvant alors être louée ou vendue, si les moyens financiers du condamné ne lui permettent pas de la conserver en cuve.
- Les « maths », en référence à Mathusalem, est le surnom donné à ces H.D. qui ont vécu plus de trois cents ans en enveloppe. Grâce à des réenveloppements successifs et la sauvegarde régulière de leur pile, ils sont comme immortels.
- Les « Diplos », abréviation de Corps Diplomatiques, sont d'anciennes unités militaires d'élite du Protectorat, les rares membres survivants bénéficiant d'un aura mythique, la seule évocation de leur passé de Diplos suffisant généralement à prendre l'ascendant sur l'interlocuteur ou l'ennemi potentiel. Les Diplos ont subi un conditionnement psychique lourd leur permettant entre autres d'atténuer les effets des réenveloppements multiples que leur impose leur métier,  d'augmenter leur instinct et leur concentration et d'inhiber leurs états d'âme. Leur statut leur permet d'obtenir des places de choix dans les forces armées du Protectorat (notamment dans les Impacteurs où ils bénéficient d'enveloppes clonées de remplacement) ou dans le secteur privé comme mercenaires. Kovacs est l'un des derniers Diplos encore vivants.
- Les « néo-catholiques » refusent de ressusciter après leur mort. Leur pile est stockée mais ne peut être réenveloppée. Ils militent contre la « résolution 653 » qui peut obliger un témoin à être ressuscité à la demande judiciaire pour pouvoir témoigner dans un procès.
- Le « neurachem » est un ensemble d'améliorations neuro-chimiques qui permettent aux H.D. d'avoir des réflexes améliorés. Les neurachems des membres des Corps Diplomatiques ou « Diplos » sont particulièrement redoutables.
- Certains éléments du roman comme les « orbitaux de Harlan », les « artefacts martiens », le « quellisme », paraissent décalés dans le cadre du roman Carbone modifié, mais trouvent pleinement leur sens dans la suite de la série, Anges déchus et Furies déchaînées.

## Résumé
Sur la planète Harlan, Takeshi Kovacs et sa partenaire Sarah Sachilowska sont tués lors d’une opération policière. Kovacs est condamné à une longue peine de stockage en pile. Sur Terre, un math nommé Laurens Bancroft décède dans des circonstances mystérieuses à Bay City. L'enquête de police menée par le lieutenant Kristin Ortega conclut à un suicide. Une fois réenveloppé dans un clone avec la dernière sauvegarde de sa pile faite deux jours avant son décès, Laurens Bancroft ne croit pas à la thèse de la police, persuadé qu'il a été assassiné. Sur les conseils d'une de ses amies, Reileen Kawahara, il engage Kovacs pour enquêter sur sa propre mort, après l'avoir fait envelopper sur Terre. Kovacs est un ancien soldat des Corps Diplomatiques du Protectorat. Ce dernier découvre que Laurens Bancroft a été en rapport avec de nombreuses prostituées, y compris Elizabeth Elliot, récemment assassinée. La mère d'Elizabeth, Irène Elliot, a été condamnée à une mise en suspension pour avoir piraté illégalement les souvenirs de Laurens Bancroft. Le père d'Elizabeth Elliot est trop pauvre pour réenvelopper sa fille ou pour annuler la suspension de sa femme.
L'épouse de Laurens Bancroft, Miriam Bancroft, séduit Kovacs et le soudoie afin qu'il mette fin à l'enquête. Un tueur à gages russe nommé Kadmin tente d'assassiner Kovacs, mais il échoue et se fait capturer par la police. Kovacs enquête sur le bordel où travaillait Elizabeth Elliot. Il apprend qu'il porte l'enveloppe d'Elias Ryker, un officier de police corrompu et amant de Kristin Ortega. Capturé à son tour, Kovacs est torturé par les médecins d'une clinique privée prenant part au marché noir d'enveloppes volées. Il affirme à ses interrogateurs qu'il est un Diplo et ils acceptent de le relâcher. Une mystérieuse femme du nom de Trepp est chargé de mener Kovacs à une personne nommée Ray qui est derrière les opérations de la clinique. Kovacs s'échappe, détruit le bordel et la clinique tout en assassinant tous les employés dont il croise le chemin.
Plus tard, Kovacs et Ortega sont blessés dans une explosion orchestrée par Kadmin, qui a échappé à sa garde à vue. Trepp, nouvellement réenveloppée et ne se souvenant pas des événements ayant précédé sa mort, persuade Kovacs de venir voir Ray, qu'il découvre être Reileen Kawahara. Kawahara est une math avec qui Kovacs a eu affaire dans le passé. Il avait rejeté ses offres de partenariat, jugeant Reileen cruelle et manipulatrice. Kawahara ordonne à Kovacs de mettre fin à son enquête, sinon elle torturera son ancienne partenaire Sarah Sachilowska, qui est actuellement en stockage virtuel.
Kovacs et Ortega commencent à avoir des rapports amoureux. Kovacs accepte de convaincre Laurens Bancroft qu'il s'est suicidé. Sa version de l'histoire est la suivante : Laurens Bancroft a contracté le virus informatique Rawlings dans un bordel. Le virus de Rawlings est conçu pour brouiller les piles corticales et empêcher le réenveloppement, provoquant une mort permanente si la personne décède. Pour l'empêcher de contaminer ses clones, Laurens Bancroft s'est suicidé avant que sa pile soit sauvegardée. Kawahara a accepté de procurer à Kovacs une copie du virus. Avec l'aide de Kawahara, il récupère Irene Elliot de suspension et l'embauche pour implanter le virus Rawlings dans un bordel.
Kovacs apprend que Laurens Bancroft est allé la nuit de sa mort dans un bordel hébergé dans un vaisseau spatial nommé La tête dans les nuages. Cet établissement est géré par Kawahara. Kadmin kidnappe Ortega et menace de la tuer, à moins que Kovacs n'échange sa place avec elle. Ortega est libérée et Kovacs est contraint de se battre en duel contre Kadmin sous les caméras d'un club de combats clandestin. Trepp et la police arrivent, Trepp tue Kadmin puis Kovacs détruit la pile de Kadmin.
Kovacs décide de s'envelopper dans un deuxième corps, acte totalement illégal. La copie de Ryker part avec Miriam Bancroft pour brouiller les pistes tandis qu'Ortega et Kovacs dans son deuxième corps infiltrent La tête dans les nuages. Irène installe le virus Rawlings dans la sauvegarde de la personnalité de Kawahara, empêchant ainsi tout réenveloppement. Kovacs oblige Kawahara à avouer ses crimes : après qu’une prostituée catholique ait été assassinée dans La tête dans les nuages, son réenveloppement aurait révélé l'activité illégale de Kawahara. Dans le cadre de cette dissimulation, Kawahara a fait accuser le policier chargé de l'affaire, Elias Ryker, de corruption. Elle a ensuite demandé à Laurens Bancroft de l'aider à empêcher l'adoption de la résolution 653 permettant le réenveloppement temporaire de témoins à des fins judiciaires, mais il a refusé. Kawahara et Miriam Bancroft ont alors drogué Laurens Bancroft qui a alors tué une prostituée puis s'est suicidé afin d'effacer son sentiment de culpabilité de sa mémoire. Ses souvenirs disparus, l'implication de Kawahara n'a pu être prouvée.
Aidé par Trepp, Kovacs brise une vitre du vaisseau et entraîne Kawahara hors du vaisseau. Durant leur chute, Kovacs utilise une grenade pour détruire la pile de Kawahara, assurant ainsi sa mort permanente. Laurens Bancroft est déclaré innocent de toute implication avec Kawahara. Irène Elliot récupère son corps, Elizabeth Elliot et Elias Ryker sont libérés des piles, la résolution 653 est adoptée et Kovacs est libéré et renvoyé sur Harlan.

## Les planètes
Plusieurs planètes ont été colonisées par les humains, mais les voyages interstellaires, effectués à une vitesse inférieure à celle de la lumière, durent des siècles. De nombreux colons sont encore en route vers des planètes lointaines. Les H.D. peuvent se déplacer par « transmission stellaire » instantanée et être réinjectés dans une autre enveloppe sur une autre planète. 
- Harlan, la planète natale de Takeshi Kovacs.
- Sharya, est une planète intégriste religieuse aux mains d'une secte, les forces du Protectorat des Nations unies y sont intervenues pour mettre fin à cette dictature religieuse.

## Les personnages
- Takeshi Kovacs est un ancien « Diplo » (surnom donné aux membres des Corps diplomatiques, une force d'élite avec une puissance de frappe non mesurable et une influence dans tout le Protectorat. Ils sont craints partout. Mobilisés pour et par le Protectorat pour maintenir l'ordre sur ses planètes, ils ont généralement carte blanche pour le rétablir). Dans le prologue, Kovacs est tué au cours d'une opération policière à Millsport puis condamné à une suspension de plus de cent ans.
- Kristin Ortega est une lieutenant de police de Bay City à la section des dommages organiques, autrement dit des meurtres physiques.
- Laurens Bancroft est un math richissime et influent, âgé de trois cent cinquante-sept ans. Il vient d'être victime d'un « meurtre », mais la police, par l'intermédiaire du lieutenant Kristin Ortega, a conclu à un suicide. Contestant cette décision, Laurens Bancroft a fait venir Takeshi Kovacs pour enquêter.
- Miriam Bancroft est une math et l'épouse de Laurens Bancroft depuis deux cent cinquante ans. Elle possède cependant une enveloppe de jeune femme unique et dernier cri.
- Dimitri Kadmin est un redoutable tueur à gages dont la méthode est de se dédoubler dans plusieurs enveloppes simultanément puisqu'il ne fait confiance qu'à lui-même.
- Elias Ryker est un sergent de police au sein du service des vols d'enveloppes puis des dégâts organiques, condamné à deux cents ans de suspension pour avoir vémé deux truands. Takeshi Kovacs a été injecté sur Terre dans son enveloppe.
- Sarah Sachilowska est une révolutionnaire « quelliste » abattue en même temps que Takeshi Kovacs à Millsport dans le prologue.
- Reileen Kawahara est une math et la puissante propriétaire d'une « Maison », mafia légale basée sur la prostitution et le trafic de bioware.
- Trepp est une mercenaire travaillant pour Reileen Kawahara.

## Adaptation
- Altered Carbon, une adaptation de Netflix, a été diffusée sur Netflix le 2 février 2018[1],[4] dont le rôle principal est interprété par Joel Kinnaman. Le 27 juillet 2018, la série est renouvelée pour une deuxième saison qui débuta le 27 février 2020. Cette suite change en partie l'équipe puisque c'est  Anthony Mackie qui incarne Takeshi Kovacs dans une enveloppe différente. En août 2020, Netflix annonce l'annulation de la troisième saison et l'arrêt de la production de la série.
- Un film d'animation sort également sur Netflix le 19 mars 2020 : Altered Carbon : Resleeved